# Музей кислого молока
Музей кислого молока (болг. Музей на киселото мляко) розташований у Студен-Ізворі, у двоповерховому будинку, в центрі села, біля будинку Стамена Григорова, який у 1905 році вперше описав причину молочнокислої ферментації в йогурті — Lactobacillus delbrueckii subsp. Bulgaricus.

## Будова
На першому поверсі — вітальня, яка представляє традиційний інтер'єр типового болгарського будинку середини XIX століття. На другому поверсі — бібліотека та виставковий зал.
У бібліотеці зберігається велика кількість різноманітних інформаційних матеріалів про болгарське кисле молоко. З першого наукового видання д-ра Стамена Григорова про кисле молоко, надруковане французькою мовою в 1905 році, до останніх досліджень протипухлинних властивостей Lactobacillus bulgaricus, проведеного професором Акіоші Хосоно в Університеті Сінсю, Японія на початку 2000-х.
У виставковому залі представлена вітрина з деталізацією виробництва сирого молока, промислового виробництва кислого молока та реалізації готової продукції в комерційній мережі. На стінах — інформаційні дошки, що описують історію кислого молока, домашнє виробництво та технології виробництва кислого молока, харчову та біологічну цінность болгарського кислого молока.
Музей офіційно відкритий 29 червня 2007 року. Відкриття музею в Трині — це перший Болгарський фестиваль кислого молока, з багатою фольклорною програмою, конкурсами малювання та есе на тему «Кисле молоко — болгарська назва довголіття» і конкурс на краще домашнє кисле молоко.
Болгарський йогурт є неодмінною та найхарактерніша частиною болгарської національної кухні протягом століть.